# Orificiu Luschka
Orificiul Luschka sau gaura Luschka, orificiul lateral al ventriculului al IV-lea (Apertura lateralis ventriculi quarti) este una din cele două deschideri laterale ale receselor laterale ale ventriculului al IV-lea spre spațiul subarahnoidian, permițând trecerea lichidului cefalorahidian în spațiul subarahnoidian.
A fost numit după Hubert von Luschka, anatomist german (1820 - 1875).